# (5164) Mullo
(5164) Mullo es un asteroide perteneciente al cinturón exterior de asteroides, descubierto el 20 de noviembre de 1984 por Christian Pollas desde el Sitio de Observación de Calern, Caussols, Francia.

## Designación y nombre
Designado provisionalmente como 1984 WE1. Fue nombrado Mullo en homenaje a la divinidad celta Mullo venerada en el oeste de Francia, sobre todo en la localidad de  Mayenne, de donde es originaria la familia del descubridor del asteroide. La diosa es equivalente al dios romano Marte. Se han encontrado varios santuarios en la periferia, sobre todo en la zona de la mina de oro Athee.

## Características orbitales
Mullo está situado a una distancia media del Sol de 3,695 ua, pudiendo alejarse hasta 5,537 ua y acercarse hasta 1,854 ua. Su excentricidad es 0,498 y la inclinación orbital 19,26 grados. Emplea 2594,91 días en completar una órbita alrededor del Sol.
Los próximos acercamientos a la órbita de Júpiter se producirán el 17 de junio de 2043, el 29 de marzo de 2079 y el 14 de noviembre de 2104.

## Características físicas
La magnitud absoluta de Mullo es 13.